# Dual D Gaming
Dual D Gaming, stiliserat som DualDGaming, är en svensk Youtube-kanal skapad 30 april 2012. Kanalen drivs av David "Ufosxm" Nilsson och Danne "SoftisFFS", båda födda 1984 och från Mellansverige. Kanalen skapar klipp från olika datorspel som de kommenterar på svenska.
Kanalen hade i juli 2020 över 286 000 prenumeranter och över 238 miljoner visningar. Detta gjorde kanalen till den åttonde största kanalen, räknat efter visningar, inom Youtube-nätverket Splay. Åren 2014, 2015 och 2016 var Dual D Gaming nominerade till årets spelkanal på Guldtuben, de kom dock på andra plats efter Pewdiepie.
Namnet kommer från deras förnamn då de båda börjar på D. Alltså "Dual D Gaming".
I juni 2024 blev Dual D Gaming och Dannes egen kanal hackade. Den 15 juli 2024 fick David och Danne tillbaka tillgång till kanalen, dock var Dannes kanal fortfarande hackad. Den 21 juli 2024 fick även Danne återigen tillgång till sin egen kanal dock med fortsatta problem.

## Priser och utmärkelser
| År   | Pris        | Kategori                             | Resultat  |
| ---- | ----------- | ------------------------------------ | --------- |
| 2013 | Örebrogalan | Årets Digitala Affärsinnovation 2013 | Nominerad |
| 2014 | Guldtuben   | Årets spelkanal                      | Nominerad |
| 2015 | Guldtuben   | Årets spelkanal                      | Nominerad |
| 2015 | Guldtuben   | Årets Youtuber                       | Nominerad |
| 2016 | Guldtuben   | Årets spelkanal                      | Nominerad |
| 2017 | Guldtuben   | Årets spelkanal                      | Nominerad |